# Bracon pongamiaensis
Bracon pongamiaensis är en stekelart som beskrevs av Roy D. Shenefelt 1978. Bracon pongamiaensis ingår i släktet Bracon och familjen bracksteklar. Inga underarter finns listade.